# Георгий (Шейфер)
Архиепископ Георгий (англ. Bishop George, в миру Пол Шейфер, англ. Paul Schaefer, в православном крещении Макарий; род. 25 мая 1950, Белвилл, Иллинойс) — архиерей Русской православной церкви заграницей, архиепископ Сиднейский и Австралийско-Новозеландский.

## Биография

### Детство и юность
Пол Шейфер родился в набожной католической семье. Его старший брат стал римо-католическим священником, а тётя — монахиней. Будучи в младших классах он ежедневно посещал мессу, пел в хоре. О своих родителях епископ Георгий вспоминал как о «примерных христианах, особенно мой отец был исключительно смиренным и терпеливым человеком».
В 1968 году окончил римо-католическую среднюю школу и поступил в Университет Южного Иллинойса, который окончил в 1972 году.
По собственным воспоминаниям: «По окончании университета в какой-то момент я понял, что в католической церкви что-то не так, перестал ходить в католический храм и стал искать истину. Читал книги по буддизму, изучал другие восточные религии. В 1974 году я переехал в Калифорнию, в город Сан-Хосе, и там встретил одного грека, от которого и узнал о Православной Церкви и начал ходить в храм».

### Переход в православие
В 1974 году был принят в Православную Церковь в греческой церкви в Модесто, штат Калифорния. Он получил имя Макарий, в честь Макария Великого. Через некоторое время он отправился в паломничество на Святую Землю и на Афон, где твёрдо решил стать монахом.
Возвратившись, в мае 1975 года он присоединился к Русской Православной Церкви Заграницей и отправился в Платинскую обитель, где отцы Герман (Подмошенский) и Серафим (Роуз) посоветовали ему отправляться в Джорданвилль. В сентябре того же года поступил в Джорданвилльскую Троицкую духовную семинарию.

### Послушничество и монашество
7 января 1976 года был принят в послушники архиепископом Аверкием (Таушевым). В его послушания входили уборка, приготовление пищи, работа на полях на тракторе, копание могил на кладбище. Он получил наставления от многих духовников обители тех лет, а о владыке Лавре он вспоминал как о настоящем отце.
В пяток первой седмицы Великого Поста 1979 года (9 марта по новому стилю) он стал рясофорным монахом. В пяток первой седмицы Великого Поста 1980 года (22 февраля по новому стилю), он был пострижен в малую схиму с именем Митрофан в честь святого Митрофана Воронежского. В Вербное Воскресенье того же года (30 марта по новому стилю) он был поставлен во иподиакона. В 1980 году также последовал его выпуск из Троицкой духовной семинарии.
В июне 1981 года архиепископом Лавром был направлен на Афон, прибыл туда в день святых апостолов Петра и Павла: «Сначала жил в русском скиту пророка Илии, который тогда находился в юрисдикции Русской Зарубежной Церкви. Это был скит с очень строгой монашеской жизнью. Там я прожил несколько месяцев, а потом старец Никодим, который жил в Карулье, посоветовал мне келлию, где жили четыре монаха из Зарубежной Церкви. У нас был ежедневный круг богослужений. <…> В нашей келлии все монахи говорили по-английски. Греки часто посылали к нам англоязычных паломников — американцев. Поэтому даже там, в лесах, на отдаленном полуострове, мы слышали истории о Православии в разных частях света. Вокруг нас была группа келий и на большие праздники мы ходили друг к другу на богослужения. До этого я почти не общался с православными, особенно монашествующими, из других юрисдикций, и мне было очень интересно познакомиться с греческим стилем богослужения и монашеской жизни».
Был пострижен в великую схиму иеромонахом Хризостомом монастыря Кутлумуш и получил имя Георгий в честь великомученика Георгия Победоносца.
В феврале 1986 года вернулся в Троицкий монастырь в Джорданвилле и начал работать в книгопечатне святого Иова Почаевского, где трудился до 1998 года.

### Священническое служение
8 апреля 1986 года на праздник св. Архангела Михаила рукоположён в иеродиакона, на 12 апреля 1987 года Вербное Воскресенье — в иеромонаха.
В 1992 году стал редактором журнала «Orthodox Life».
В 1994 году был назначен экономом Джорданвилльского Троицкого монастыря.
В сентябре 1998 года возведён в достоинство игумена.
5 сентября 2005 года в Свято-Троицком монастыре Джорданвилле в ходе празднования 75-летия обители митрополитом Восточно-Американским Лавром (Шкурлой) был возведён в сан архимандрита.
На заседании Архиерейского Собора Русской Православной Церкви Заграницей от 13 мая 2008 года было принято решение направить послужной список архимандрита Георгия на имя патриарха Московского и всея Руси с прошением об утверждении его кандидатуры на епископскую хиротонию. 23 июня 2008 года его кандидатура была утверждена Священным Синодом Русской Православной Церкви.
6 сентября того же года Архиерейский Синод постановил совершить хиротонию архимандрита Георгия во епископа Мейфильдского в воскресенье 7 декабря, а накануне — чин наречения, в Свято-Троицком монастыре в Джорданвилле. Местопребыванием епископа Георгия был определён Крестовоздвиженский монастырь в Уэйне (штат Западная Виргиния).

### Епископ Мейфилдский
7 декабря того же года в Свято-Троицком монастыре в Джорданвилле состоялась хиротония архимандрита Георгия во епископа Мэйфилдского, которую совершали: епископ Монреальский и Канадский Гавриил (Чемодаков), епископ Кливлендский Петр (Лукьянов) и епископ Каракасский Иоанн (Берзинь). При этом митрополит Иларион (Капрал), чьим викарием становился епископ Георгий, не принял участие в хиротонии из-за необходимости участвовать в похоронах Патриарха Алексия II в Москве.
В мае 2009 года был избран настоятелем Крестовоздвиженского монастыря в Уэйне, который решением Архиерейского Синода от 7 мая 2009 года был преобразован из подворья Свято-Троицкого монастыря в Джорданвилле в самостоятельный.
Тогда же Архиерейский Синод РПЦЗ образовал комиссию по диалогу с Православной Церковью в Америке «для совместного изучения истоков разделения между Русской Зарубежной Церковью и бывшей Американской Митрополией», председателем которой стал епископ Мэйфильдский Георгий. Итогом работы этой комиссии стало первое в истории сослужение Предостоятелей ПЦА и РПЦЗ, состоявшееся 24 мая 2011 года в Соборе Святителя Николая в Нью-Йорке С тех пор в храмах обеих Церквей начали регулярно совершаться совместные богослужения.
27 января 2013 года в Свято-Никольском кафедральном соборе Вашингтона принял участие в интронизации Митрополита всей Америки и Канады Тихона.

### Епископ Канберрский
7 октября 2014 года Архиерейский Синод назначил епископа Георгия викарием Председателя по управлению Австралийско-Новозеландской епархией с титулом «епископ Канберрский», при этом до дальнейшего уведомления он продолжил носить титул Мэйфильдский и являться викарием Восточно-Американской епархии. Отъезд епископа Георгия в Австралийскую епархию был запланирован на послепасхальный период 2015 года. Было решено, что его новый титул вступит в силу по переезде на новое место служения.
13 апреля 2015 года отслужил последнюю Божественную литургию в качестве настоятеля Крестовоздвиженского монастыря, в завершении которой официально поставил архимандрита Серафима (Вопела) во игумена Крестовоздвиженского монастыря и передал ему игуменский посох. Многочисленные православные и духовенство из окружающих монастырь мест собрались на Литургию, а потом приняли участие и в праздничной трапезе. Литургию посетили и приняли участие в праздничной трапезе многочисленные православные и духовенство из ближайших к монастырю мест. Отбытие епископа Георгия в Австралию состоялось на следующее утро, 14 апреля. 16 апреля прибыл в Сидней. Митрополит Иларион, отметивший, что «приезд владыки Георгия — радостное событие, которое усилит церковное архиерейское присутствие в епархии», встречал епископа Георгия в резиденции Первоиерарха РПЦЗ и архиепископа Австралийско-Новозеландского в сиднейском районе Кройдон. Епископ Георгий, отметив, что «ему очень жаль расставаться со своими многолетними друзьями, священнослужителями и монахами в США», высказал надежду, что полноценная церковная жизнь в Австралии будет укреплена и расширена.
16 июля 2015 года указом митрополита Илариона (Капрпла) Иоанно-Предтеческой церкви в Канберре был придан статус кафедрального собора, а епископ Георгий назначен его настоятелем.
17 мая 2022 года в связи со смертью митрополита Илариона (Капрала) решением Архиерейского Синода РПЦЗ назначен исполняющим обязанности управляющего Австралийско-Новозеландской епархией

### Епископ Сиднейский и Австралийско-Новозеландский
19 сентября 2022 года решением Архиерейского Собора РПЦЗ назначен правящим архиереем Австралийско-Новозеландской епархии с титулом «Сиднейский и Австралийско-Новозеландский».
12 июля 2024 года в Петропавловском кафедральном соборе в Сиднее митрополитом Николаем (Ольховским) был возведён в сан архиепископа.

## Награды
- Орден святого преподобного Серафима Саровского II степени (25 мая 2010; «во внимание к трудам во благо Церкви и в связи с 60-летием»)[23]
- памятная панагия (10 декабря 2013; от митрополита Илариона «на добрую и молитвенную память»[24])
- Орден Святителя Иннокентия, митрополита Московского и Коломенского II степени (2020)[25]